# Amala Francis
Amala Francis, de nacionalidade indiana, é uma freira católica da sociedade das filhas do Imaculado Coração de Maria, assistente social, gestora de projeto e ativista dos direitos humanos.Nos últimos 25 anos vários países africanos  promoveram os direitos humanos e das mulheres na Índia.
Ultimamente, dedicou-se à ajuda humanitária em situações de emergência e implementou programas de capacitação em campos de refugiados, no Sudão do Sul. Uma vez que a tensão étnica torna as pessoas vulneráveis, ela e a sua organização Help Humanity International (Ajudar a Humanidade — Internacional) reforçaram o trabalho de promoção da paz e de reconciliação nos campos de refugiados. 

## Prémios e homenagens
Amala Francis foi homenageada pela Suécia, na exposição itinerante "Mundo Igualitário do ponto de vista do género - um tributo a quem luta pelos Direitos das Mulheres", constituída por quinze retratos de autoria da fotógrafa sueca Anette Brolenius, de personalidades que se distinguiram pela luta da Igualdade de Género e Direitos das Mulheres. Esta exposição esteve pela primeira vez em Portugal, abrindo ao público no dia 2 de março de 2020, no concelho do Funchal, na Região Autónoma da Madeira.